# Crioula gaúcha
Crioula gaucha, crioula lanada ou simplesmente ovelha crioula é um tipo de ovelha desenvolvida na região sul do Brasil.

## História
Não se sabe a exata origem da raça, mas deve ter sido formada a partir de ovinos de origem portuguesa e espanhola, junto com outras raças europeias. A definição do tipo racial contou com ajuda da EMBRAPA. Apesar de não estar em risco de extinção, é considerado um animal raro.

## Características
São animais de tripla aptidão para lã, carne e couro, destacando-se por ser muito rústica, reduzindo bastante os custos de criação. É um animal que tem se adaptado bem a outras regiões do Brasil. Se parece muito com raças ancestrais de carneiros domésticos.
A carne é considerada magra, macia e de sabor diferenciado. O peso dos machos adultos é por volta de 50 quilos e das fêmeas de 40 quilos. Sua lã não é de boa qualidade, sendo destinada a produção de artesanato, podendo variar do branco ao preto.
São animais muito prolíficos e as mães possuem excelente habilidade maternal.

## Distribuição do plantel
A maioria dos animais estão concentrados na região sul, mas existem ovelhas da raça em outros estados brasileiros.

## Melhoramentos genéticos
Estudos conduzidos pela EMBRAPA ajudaram a caracterizar a raça. A associação da raça tem promovido eventos, dos quais bons animais são vendidos e a qualidade do rebanho melhora cada vez mais.

## Importância genética
Existe uma atual valorização de animais nativos por conta das suas características genéticas únicas que podem ser úteis para aprimoramento animal, podendo ser muito interessante para a ovinocultura de modo geral.